# Spanglish - Quando in famiglia sono in troppi a parlare
Spanglish - Quando in famiglia sono in troppi a parlare (Spanglish) è un film di James L. Brooks del 2004.

## Trama
John Clasky è un cuoco di rinomata fama che nonostante i vari riconoscimenti, non aspira ad avere nient'altro che il suo semplice ristorante, nella gioia. Sua moglie Deborah, donna sportiva e molto competitiva, è stata da poco tempo licenziata e si occupa a tempo pieno dei loro due figli adolescenti: Bernice e George. Con loro vive la madre di lei, ex cantante di musica jazz che passa le sue giornate nei ricordi dei tempi passati. Essendo una famiglia borghese e benestante, decidono di assumere una governante come aiuto in casa e si presenta al colloquio Flor, ragazza appena giunta dal Messico con la figlia Cristina, anche lei adolescente.
Flor non parla una parola di inglese e, di conseguenza, per farsi capire darà luogo a varie e inaspettate situazioni esilaranti.
La signora Clasky, nel cercare una casa per le vacanze, si concede una scappatella con il mediatore immobiliare. Intanto arriva l'estate e i Clasky raggiungono il luogo di villeggiatura insieme a Flor costretta a seguirli, pena il licenziamento. La ragazza, che riceve un ottimo stipendio, decide di trascorrere l'estate nella loro casa ma con lei porta la figlia. Cristina è una ragazzina molto carina e Deborah comincia a coccolarla e a riempirla di regali, dato che incarna la figlia perfetta che avrebbe voluto che fosse Bernice che invece è in sovrappeso. Flor comincia a sentirsi infastidita da questo comportamento, sentendosi minata come madre e come autorità nei confronti di Cristina, da parte di Deborah che le fa ottenere addirittura una borsa di studio per frequentare la stessa scuola dei suoi figli. Flor, dopo avere usato sua figlia come interprete, capisce che il distacco linguistico è troppo e comincia a studiare l'inglese, in modo da non avere più problemi di comunicazione.
John, dopo alcuni scontri verbali con lei, rimane colpito dal carattere onesto e dalla notevole bellezza di Flor. Deborah, convinta dalla madre, decide di confessare il suo tradimento al marito per recuperare il loro rapporto ormai deteriorato, convinta che nell'onestà potrà trovare il perdono ma dopo questa rivelazione, lui si avvicina ancora di più a Flor. Consapevole di avere portato scompiglio nella famiglia Flor decide di licenziarsi e di lasciare la famiglia a se stessa, confessando a John il suo amore per lui, prima di andarsene definitivamente.

## Produzione

### Regia e sceneggiatura
La regia e la sceneggiatura del film sono affidate all'americano James L. Brooks, premio oscar per la regia e per la sceneggiatura di Voglia di tenerezza del 1983. Tra i suoi film si annovera anche Qualcosa è cambiato del 1997, entrambi film con Jack Nicholson.

Il film si basa sui ricordi di Cristina, tra i vari flashback del loro arrivo in California e i piccoli traumi dell'allontanamento dalla famiglia Clasky. Ormai divenuta adulta, la ragazza presenta come tema per la domanda di ammissione all'università il racconto di sua madre e di come la sua forza morale, le sue scelte e il suo coraggio l'abbiano aiutata a diventare una persona migliore.

### Cast
- Adam Sandler è John Clasky; cuoco di estrema bravura che nonostante voglia restare con i piedi per terra, grazie alle sue abilità riceve sempre ottime recensioni dai giornali di settore. Si invaghisce di Flor perché la trova una donna semplice e onesta e adora la figlia Bernice.
- Téa Leoni è Deborah Clasky; donna in carriera frustrata dal fatto di non avere più un impiego. Molto sportiva e incline alla competizione, cerca di fare il possibile per fare dimagrire la figlia Berenice, comprandole addirittura degli abiti di due taglie più piccole.
- Paz Vega è Flor; ragazza molto avvenente, arrivata dal Messico. Molto determinata, vuole crescere sua figlia nella consapevolezza che niente ti viene regalato. Si affeziona molto ai piccoli Clasky tanto da aumentare la taglia dei vestiti di Berenice, quando si accorge dell'umiliazione. Impara l'inglese seguendo un corso multimediale comprato per corrispondenza.
- Cloris Leachman è Evelyn Wright; la mamma di Deborah. Ex cantante di musica leggera, spesso racconta dei suoi trascorsi sul palcoscenico. Incline a bere anche fuori orario, è l'unica che capisce la figlia e che le dà ottimi consigli per non rovinare il suo matrimonio.
- Shelbie Bruce è Cristina Moreno; figlia di Flor e ragazzina molto acuta e intelligente. Inizialmente farà da interprete alla madre. Si farà trascinare da Deborah per poi arrivare a odiare la madre quando capisce che deve abbandonare la famiglia Clasky.
- Sarah Steele è Bernice Clasky; ragazzina molto sensibile che viene spesso umiliata dalla madre per il suo aspetto ordinario e per il fatto che è in sovrappeso. Ha un intenso rapporto con il padre.
- Ian Hayland è George; figlio più piccolo dei Clasky.
- Cecilia Suárez è Monica; cugina di Flor. La ospita in casa sua in occasione del suo arrivo dal Messico e poi le farà da interprete al suo primo colloquio con i Clasky.
- Aimee Garcia è la voce narrante di Cristina.

## Colonna sonora
La colonna sonora del film è stata affidata al compositore Hans Zimmer, che per questo lavoro si è aggiudicato una nomination ai Golden Globe per la miglior colonna sonora del 2005. Pare che anche la cantante italiana Gegia dovesse registrare un brano per la colonna sonora, ma che l'accordo sia saltato.

## Accoglienza
Il film, con un budget di circa 80.000.000 di dollari, ne ha incassati 42.726.869 in America e 55.041.367 in tutto il mondo, complessivamente di più dei costi di produzione. Tuttavia la pellicola è stata ben accolta dalla critica, che ha elogiato in modo particolare le musiche e le interpretazioni dei protagonisti.

## Riconoscimenti
- 2005 - Golden Globe
  - Nomination Miglior colonna sonora a Hans Zimmer
- 2004 - Phoenix Film Critics Society Awards
  - Miglior giovane attrice non protagonista a Sarah Steele
  - Miglior prestazione davanti alla cinepresa a Paz Vega
- 2005 - Young Artist Award
  - Nomination miglior cast
  - Nomination miglior attrice non protagonista a Shelbie Bruce e Sarah Steele
  - Nomination miglior attore non protagonista a Ian Hayland
  - Nomination miglior attrice non protagonista a Cloris Leachman
- 2005 - Satellite Award
  - Nomination miglior attrice non protagonista a Cloris Leachman
- 2005 - Imagen Foundation Awards
  - Nomination miglior film
  - Miglior attrice non protagonista a Shelbie Bruce
  - Nomination miglior attrice a Paz Vega
  - Nomination miglior regista a James L. Brooks